# Guzmania eduardi
Guzmania eduardi là một loài thực vật có hoa trong họ Bromeliaceae. Loài này được André ex Mez mô tả khoa học đầu tiên năm 1896.